# 1883 az irodalomban
Az 1883. év az irodalomban.

## Megjelent új művek
- Paul Bourget francia író: Essais de psychologie contemporaine, első esszéinek 1881–1883 között publikált gyűjteménye[1]
- Carlo Collodi olasz író világhírű meseregénye könyv alakban: Pinokkió kalandjai (Le avventure di Pinocchio)
- Auguste de Villiers de L’Isle-Adam francia író novellái: Contes cruels (Cudar mesék)
- Pierre Loti francia író regénye: Mon frère Yves
- Guy de Maupassant regénye: Egy asszony élete (Une vie)
- Friedrich Nietzsche négy részből álló filozófiai regénye, az Im-ígyen szólott Zarathustra (Also sprach Zarathustra) első kötete. A második és a harmadik kötet 1884-ben, a negyedik 1885-ben lát napvilágot
- Ernest Renan francia filozófus, író, történész Emlékezései (Souvenirs d'enfance et de jeunesse)[2]
- Robert Louis Stevenson skót író ifjúsági kalandregénye könyv alakban: A kincses sziget (Treasure Island)
- Mark Twain részben önéletrajzi útleírása: Élet a Mississippin (Life on the Mississippi)
- Jules Verne regénye: A makacs Keraban [Keraban, a vasfejű] (Kéraban-le-Têtu)
- Émile Zola regénye: A hölgyek öröme (Au Bonheur des Dames)

### Költészet
- Victor Hugo La Légende des siècles (A Századok legendája) című nagy verses művének utolsó kötete. Az 1855 és 1876 között írt munka előző két kötete 1859-ben, illetve 1877-ben jelent meg.

### Dráma
- Henrik Ibsen: A népgyűlölő (En Folkefiende), bemutató januárban
- Oscar Wilde 1880-ban írt első színműve: Vera; or, The Nihilists (Vera, vagy a nihilisták); bemutató New Yorkban

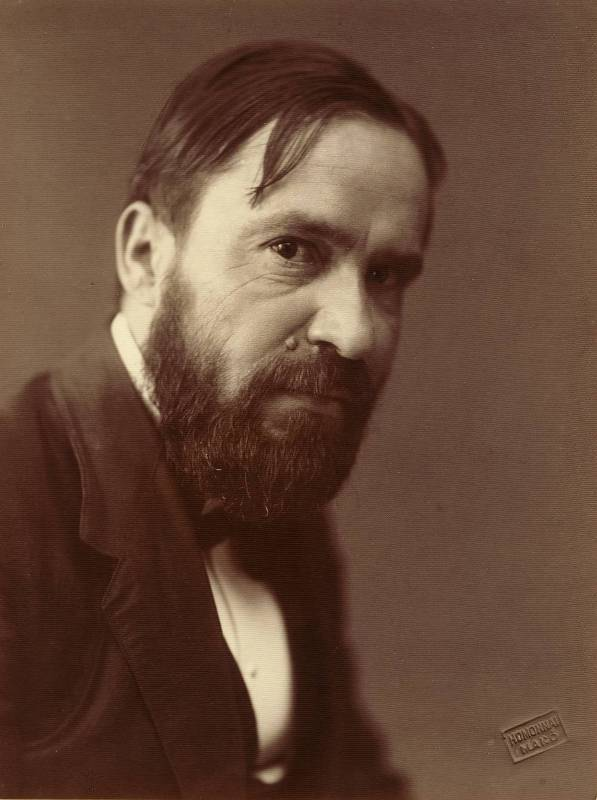
Juhász Gyula

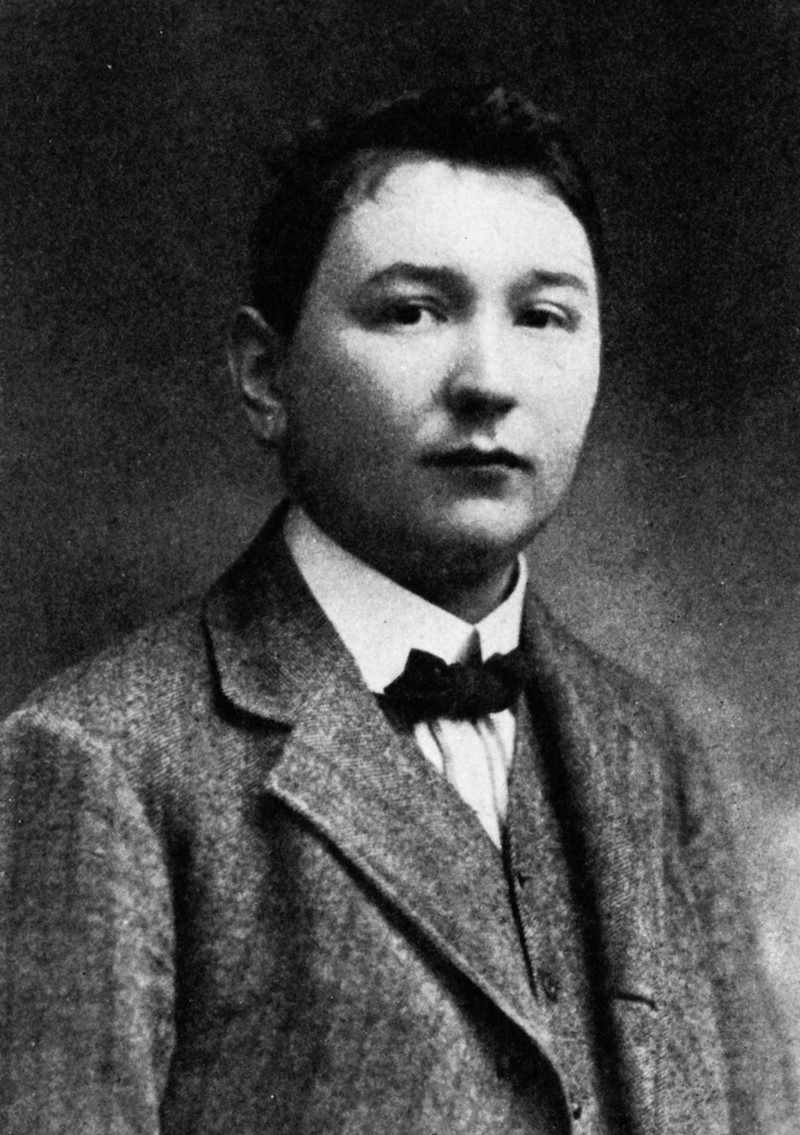
Jaroslav Hašek

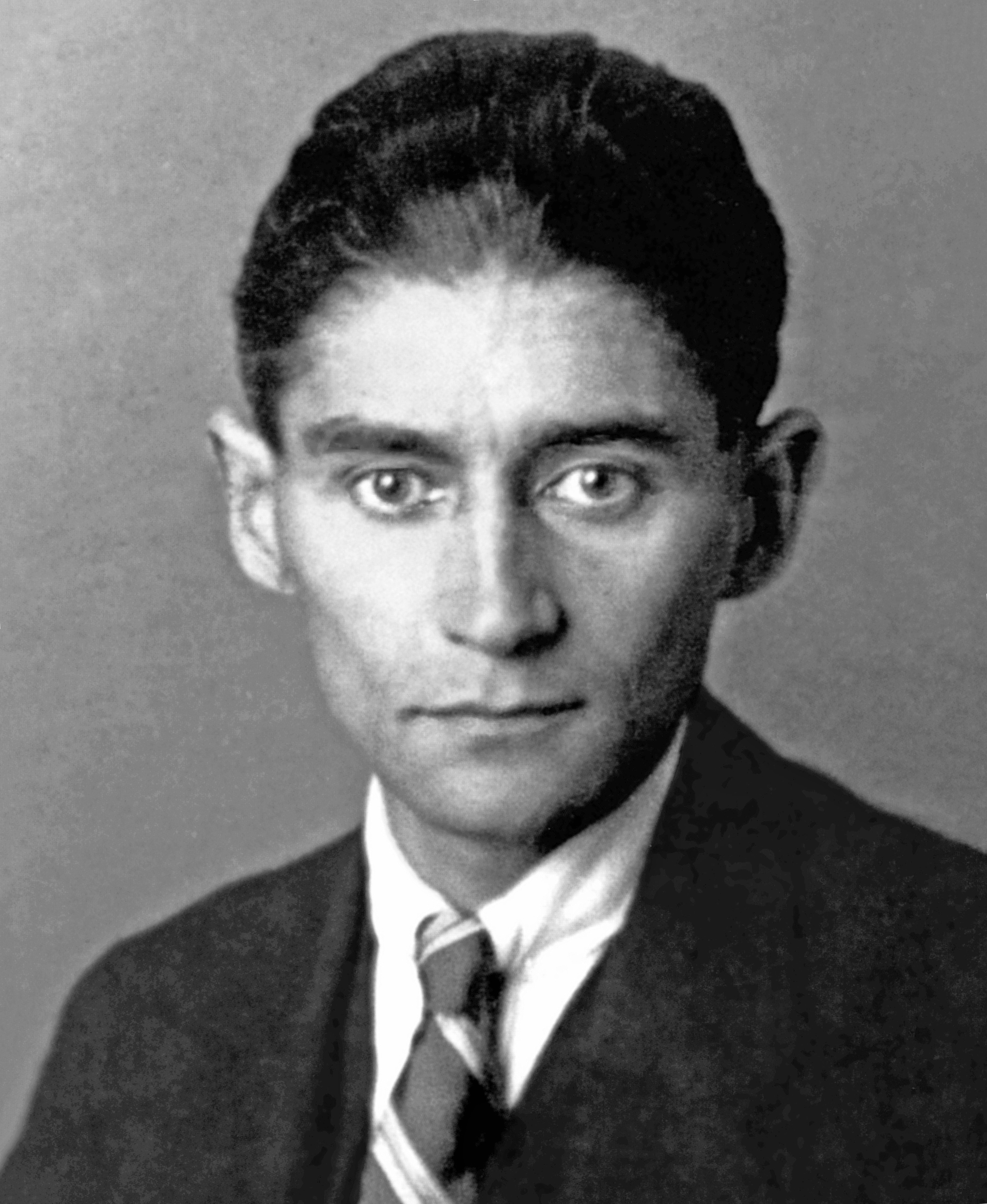
Franz Kafka

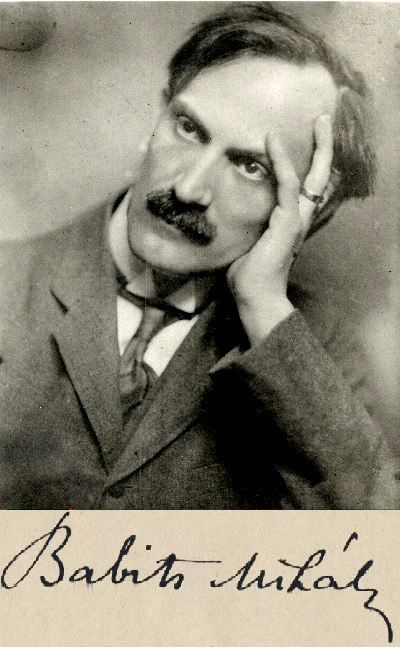
Babits Mihály

### Magyar nyelven
- Kiss József Költeményei (1868–1882)
- Vajda János kötete: Dal és beszély (versek és elbeszélések)
- Csiky Gergely két új színművének bemutatója: Bozóthy Márta és Cecil házassága
- Rákosi Jenő darabjai nyomtatásban:
  - A szerelem iskolája (színmű, először 1874-ben játszották)
  - Ida (vígjáték)
  - Szélháziak (énekes bohózat)

## Születések
- január 6. – Halíl Dzsibrán libanoni származású amerikai maronita keresztény költő, filozófus, képzőművész († 1931)
- január 10. – Alekszej Nyikolajevics Tolsztoj orosz, szovjet költő, író († 1945)
- február 5. – Nagy Lajos író, elsősorban novellista, publicista († 1954)
- február 18. – Níkosz Kazandzákisz görög regényíró, költő, drámaíró, gondolkodó († 1957)
- április 4. – Juhász Gyula, a 20. század első felében Magyarország egyik legelismertebb költője († 1937)
- április 8. – Supka Géza régész, művészettörténész, író, a Literatura című folyóirat és a Világ című lap főszerkesztője, az ünnepi könyvhét kezdeményezője († 1956)
- április 30. – Jaroslav Hašek cseh humorista és szatirikus író; legismertebb műve a Švejk, a derék katona († 1923)
- július 3. – Franz Kafka prágai német zsidó író, a 20. század egyik kiemelkedő írója († 1924)
- november 26. – Babits Mihály költő, író, irodalomtörténész, műfordító, a 20. század első felében a magyar irodalom kiemelkedő alkotója, 1929-től a Nyugat főszerkesztője († 1941)
- december 17. – Arvi Järventaus finn regényíró, költő, pap († 1939)

## Halálozások
- április 24. – Jules Sandeau francia író (* 1811)
- május 23. – Cyprian Norwid lengyel költő, drámaíró, író, grafikus, szobrász, festő (* 1821)
- szeptember 3. – Ivan Szergejevics Turgenyev orosz író, drámaíró (* 1818)
- szeptember 10. – Hendrik Conscience flamand író; Belgium 1830-as függetlensége után az elsők között volt, akik flamand nyelven alkottak (* 1812)